# Londrina Esporte Clube
Il Londrina Esporte Clube, noto anche semplicemente come Londrina, è una società calcistica brasiliana con sede nella città di Londrina, nello stato del Paraná.

## Storia
Il Londrina è stato fondato da un gruppo di sportivi che, dopo aver visto un'amichevole tra il Nacional e il Vasco da Gama nella città di Rolândia, decisero di fondare una squadra di calcio per non andare sempre a Rolândia per vedere una partita. Così, decisero di creare un club a Londrina, la propria città. Il club venne fondato il 5 aprile 1956 con il nome di Londrina Futebol e Regatas. I colori scelti per il Londrina furono l'azzurro e il bianco.
Nel 1969, il Londrina Futebol e Regatas si fuse con il Paraná Esporte Clube, fondato nel 1942, formando il Londrina Esporte Clube. Il rosso e il bianco, che sono i colori della città di Londrina, divennero i colori del nuovo club. Nel 1972, Carlos Antônio Franchello tornando alla presidenza del club, ripristinò l'azzurro e il bianco come colori del club.
Il club ha partecipato al Campeonato Brasileiro Série A nel 1976, nel 1977, nel 1978, nel 1979, nel 1981, nel 1982, e nel 1986. La miglior campagna del Londrina fu nel 1977, quando il club terminò al quarto posto.
Nel 2008, il Londrina ha vinto la Copa Paraná per la prima volta, dopo aver sconfitto il Cianorte in finale. Il club ha anche partecipato alla Recopa Sul-Brasileira nello stesso anno. Il Londrina fu eliminato in semifinale dopo aver perso ai calci di rigore contro il Brusque.

## Palmarès

### Competizioni nazionali
- Campeonato Brasileiro Série B: 1

1980

### Competizioni statali
- Campionato Paranaense: 5

1962, 1981, 1992, 2014, 2021
- Campeonato Paranaense Segunda Divisão: 3

1997, 1999, 2011
- Copa Paraná: 1

2008

### Competizioni regionali
Primeira Liga: 1
2017

### Altri piazzamenti
- Campeonato Brasileiro Série C:

Secondo posto: 2015
- Campeonato Brasileiro Série D:

Terzo posto: 2014
- Recopa Sul-Brasileira:

Semifinalista: 2008

## Organico

### Calciatori in rosa
| N. |                    | Ruolo | Calciatore     |
| -- | ------------------ | ----- | -------------- |
|    | Brasile (bandiera) | P     | César          |
|    | Brasile (bandiera) | P     | Emerson        |
|    | Brasile (bandiera) | P     | Mateus Albino  |
|    | Brasile (bandiera) | P     | Maltos         |
|    | Brasile (bandiera) | D     | Augusto        |
|    | Brasile (bandiera) | D     | Lucas Costa    |
|    | Brasile (bandiera) | D     | Raí Ramos      |
|    | Brasile (bandiera) | D     | Hélder         |
|    | Brasile (bandiera) | D     | Alemão         |
|    | Brasile (bandiera) | D     | Felipe Vieira  |
|    | Brasile (bandiera) | C     | Anderson Leite |
|    | Brasile (bandiera) | C     | Charles        |

| N. |                    | Ruolo | Calciatore        |
| -- | ------------------ | ----- | ----------------- |
|    | Brasile (bandiera) | C     | Matheus Neris     |
|    | Brasile (bandiera) | C     | Pedro Cacho       |
|    | Brasile (bandiera) | C     | Arthur Caculé     |
|    | Brasile (bandiera) | C     | Matheus Bianqui   |
|    | Brasile (bandiera) | P     | João Paulo        |
|    | Brasile (bandiera) | A     | Matheusinho       |
|    | Brasile (bandiera) | A     | Léo Passos        |
|    | Brasile (bandiera) | A     | Uelber            |
|    | Brasile (bandiera) | A     | Victor Daniel     |
|    | Brasile (bandiera) | A     | Paulinho Moccelin |
|    | Brasile (bandiera) | A     | Júnior Pirambu    |